# Christian Kampmann
Christian Kampmann född 24 juli 1939 i Hellerup, död 12 september 1988 på Læsø, var en dansk författare och journalist. 

## Biografi
Kampmann utbildade sig till journalist och var under 1960-talet anställd vid Danmarks Radio och vid tidningen Information. Han debuterade 1962 med novellsamlingen Blandt venner.
Kampmanns samtidsromaner skildrar medel- och överklassmiljöer under efterkrigstiden och fram till 1980-talet med psykologisk realism. 1988 blev han mördad i sitt sommarhus på Læsø av sin författarkollega Jens Michael Schau. Han ligger begravd på Solbjerg Parkkirkegård.
År 1972 fick han danska kritikerpriset för romanen En tid alene.
Kampmann var engagerad i Bøssernes Befrielsesfront från 1975 och redaktör för tidskriften Seksualpolitik (1975–1978).